# Сборная Белорусской ССР по футболу
Сборная Белорусской ССР по футболу (бел. Зборная Беларускай ССР па футболу) — футбольная команда, представлявшая БССР на всесоюзной и международной футбольной арене. Управляющий орган — федерация футбола БССР.

## История
Сборная БССР по футболу нерегулярно созывалась для участия в футбольных турнирах всесоюзной спартакиады, спартакиад народов СССР, а также в товарищеских матчах с зарубежными национальными сборными, сборными союзных республик, сборными спортивных союзов и т. д.

### Всесоюзная спартакиада
Впервые сборная БССР по футболу была сформирована в 1928 году для участия в футбольном турнире всесоюзной спартакиады.
В преддверии турнира сборная провела два товарищеских матча в Гомеле с командой Киева и в Москве с командой Северного Кавказа.
| № | Дата            | Место проведения | Оппонент                  | Счёт | Соревнование      | Зрители |
| - | --------------- | ---------------- | ------------------------- | ---- | ----------------- | ------- |
| 1 | 29 июля 1928    | Гомель, БССР     | Команда г. Киев           | 5:1  | Товарищеский матч | 4 000   |
| 2 | 12 августа 1928 | Москва, РСФСР    | сборная Северного Кавказа | 1:2  | Товарищеский матч | ???     |

Состав сборной БССР на футбольном турнире Всесоюзной спартакиады: вратарь — Холмогоров (Полоцк), защитники — Ильин (Полоцк), Поляков (Гомель), полузащитники — Лабковский (Гомель), Гаврилов (Полоцк), Ловейко («Динамо» Минск), нападающие — Гвоздков, Феоктистов (оба Полоцк), Морозов (капитан команды, Кавалерийская дивизия, Минск), Тихомиров, Кочин (оба «Динамо» Минск).
| № | Дата            | Место проведения | Оппонент                                        | Счёт | Соревнование           | Зрители |
| - | --------------- | ---------------- | ----------------------------------------------- | ---- | ---------------------- | ------- |
| 3 | 17 августа 1928 | Москва, РСФСР    | Швейцария (Люцернский спортивный интернационал) | 6:3  | Всесоюзная спартакиада | 7 000   |
| 4 | 19 августа 1928 | Москва, РСФСР    | Украинская ССР                                  | 2:6  | Всесоюзная спартакиада | 8 000   |
| 5 | 22 августа 1928 | Москва, РСФСР    | Финляндия                                       | 1:2  | Всесоюзная спартакиада | 5 000   |

В итоге сборная БССР заняла четвёртое место в турнире команд союзных республик и зарубежных коллективов.
По зачёту чемпионата СССР сборная БССР оказалась на третьем месте, после команд Москвы и Украины.

### 1930—1941 годы
В довоенный период сборная БССР провела ещё несколько товарищеских матчей.
| № | Дата            | Место проведения | Оппонент                                        | Счёт | Соревнование      | Зрители |
| - | --------------- | ---------------- | ----------------------------------------------- | ---- | ----------------- | ------- |
| 6 | 9 июля 1930     | Минск, БССР      | Швейцария (Люцернский спортивный интернационал) | 3:5  | Товарищеский матч |         |
| 7 | 14 августа 1930 | Минск, БССР      | Роте Шпортенхайт                                | 1:4  | Товарищеский матч | 8 000   |
| 8 | 6 октября 1934  | Минск, БССР      | сборная г. Ленинграда (ЛОСПС)                   | 3:2  | Товарищеский матч | 5 000   |
| 9 | 18 октября 1938 | Москва, РСФСР    | сборная г. Москвы                               | 3:4  | Товарищеский матч | 5 000   |

### Спартакиада четырёх республик (1954)
В сентябре 1954 года в Минске прошёл футбольный турнир Спартакиады четырёх республик: Белоруссии, Литвы, Латвии и Эстонии.
Сборная БССР была составлена из лучших игроков первенства республики: Лапко (Минск), Курмаз (Бобруйск), Шаритен (Витебск), Королёв (Минск), Трошин (Витебск), Спивак (Минск), Балахонов (Витебск), Пержхало (Мозырь), Сергеев, Сергеевский, Радунский (все — Минск), Резчиков (Витебск).
Все три игры сборная БССР завершила вничью со счетом 0:0. Набрав 3 очка, сборная заняла третье место.

### I летняя Спартакиада народов СССР (1956)
В 1956 сборная БССР, полностью укомплектованная футболистами минского «Спартака», приняла участие в товарищеской игре с национальной сборной КНР, а затем в футбольном турнире I-й летней Спартакиады народов СССР.
Состав сборной БССР на футбольном турнире: В. Соболь, Ю. Мохов, М. Радунский, П. Мимрик, Г. Абрамович, А. Ковалев, А. Иванов, Л. Ероховец, Д. Корнеев, В. Гончаров, Л. Никуленко, Ю. Бачурин, Г. Хасин, Я. Рудерман, А. Егоров, В. Артёмов (все Спартак Минск). Старший тренер Д. Матвеев, тренер Н. Шевелянчик.,
| №  | Дата         | Место проведения | Оппонент | Счёт | Соревнование      | Зрители |
| -- | ------------ | ---------------- | -------- | ---- | ----------------- | ------- |
| 12 | 27 июля 1956 | Минск, БССР      | Китай    | 1:1  | Товарищеский матч | ???     |

| №  | Дата           | Место проведения | Оппонент            | Счёт | Соревнование                      | Зрители |
| -- | -------------- | ---------------- | ------------------- | ---- | --------------------------------- | ------- |
| 13 | 3 августа 1956 | Москва, РСФСР    | Киргизская ССР      | 1:0  | I летняя Спартакиада народов СССР | ???     |
| 14 | 3 августа 1956 | Москва, РСФСР    | РСФСР г. Москва     | 1:5  | I летняя Спартакиада народов СССР | ???     |
| 15 | 3 августа 1956 | Москва, РСФСР    | РСФСР               | 2:4  | I летняя Спартакиада народов СССР | ???     |
| 16 | 3 августа 1956 | Москва, РСФСР    | Азербайджанская ССР | 2:0  | I летняя Спартакиада народов СССР | ???     |

Выиграв и проиграв по две игры, сборная БССР заняла итоговое седьмое место.

### Между двумя спартакиадами
В период с 1957 по 1978 год сборная БССР провела всего два товарищеских матча. В игре с командой Китайской Народной Республики цвета Белоруссии защищали: вратарь А. Есиков («Урожай» Минск), защитники М. Радунский, Н. Блажко (оба «Спартак» Минск), Б. Манько («Урожай»), полузащитники Л. Ероховец («Спартак»), Р. Пержхало («Урожай»), нападающие Л. Никуленко, Г. Хасин (оба «Спартак»), Ю. Бачурин, Я. Рудерман, Б. Блажевич (все «Урожай»). Государственный тренер БССР — Колобов.
Состав сборной БССР в игре со сборной Мексики Глухотко, Колтунов, Зарембо, Шпилевский, Рёмин, Кузнецов, Арзамасцев, Толейко, Адамов, М. Мустыгин, Васильев, Курилов, Коберский. Старший тренер Александр Севидов.
| №  | Дата         | Место проведения | Оппонент | Счёт | Соревнование      | Зрители |
| -- | ------------ | ---------------- | -------- | ---- | ----------------- | ------- |
| 17 | 25 июля 1959 | Минск, БССР      | Китай    | 1:1  | Товарищеский матч | ???     |
| 18 | июнь 1967    | Минск, БССР      | Мексика  | 1:2  | Товарищеский матч | ???     |

### VII летняя Спартакиада народов СССР (1979)
Состав сборной Белорусской ССР на Летней Спартакиаде народов СССР 1979 года: М. Вергеенко, С. Боровский, Ю. Курненин, А. Алексейчиков, В. Шавейко, А. Прокопенко, А. Байдачный, Ю. Пудышев, К. Павлов, В. Курнев, П. Василевский, В. Мельников, И. Белов, И, Гуринович, В, Янушевский, Ю. Курбыко, А. Пряжников, С. Гоцманов, С. Корбут, Л. Румбутис (все — «Динамо» Минск). Старший тренер — Эдуард Васильевич Малофеев, тренер — Леонид Гарай.,
| №  | Дата           | Место проведения | Оппонент           | Счёт | Зрители |
| -- | -------------- | ---------------- | ------------------ | ---- | ------- |
| 19 | 21 июля 1979   | Минск, БССР      | Армянская ССР      | 3:0  | ???     |
| 20 | 23 июля 1979   | Минск, БССР      | Латвийская ССР     | 2:1  | ???     |
| 21 | 25 июля 1979   | Минск, БССР      | РСФСР г. Ленинград | 2:3  | ???     |
| 22 | 28 июля 1979   | Москва, РСФСР    | РСФСР г. Москва    | 0:0  | ???     |
| 23 | 30 июля 1979   | Москва, РСФСР    | Украинская ССР     | 0:0  | ???     |
| 24 | 1 августа 1979 | Москва, РСФСР    | Литовская ССР      | 0:2  | 4 000   |
| 25 | 4 августа 1979 | Москва, РСФСР    | Казахская ССР      | 0:1  | ???     |

Проиграв две последние игры, сборная БССР заняла итоговое восьмое место.

## Старшие тренеры
- Д. Матвеев — 1956 г.
- Колобов (государственный тренер БССР) — 1959 г.
- Александр Севидов — 1967 г.
- Эдуард Малофеев — 1979 г.